# Annemarie Auer
Annemarie Auer (* 10. Juni 1913 in Neumünster/Holstein; † 7. Februar 2002 in Berlin) war eine deutsche Schriftstellerin.

## Leben
Annemarie Auer wuchs in Kiel auf. Ihr Vater nahm am Kieler Matrosenaufstand 1918 teil. Sie arbeitete, nachdem sie eine Buchhändlerlehre absolviert hatte, bis 1943 als Buchhändlerin in Berlin. Von 1943 bis 1945 war sie dienstverpflichtet und arbeitete in der Rüstungsindustrie.  Von 1947 bis 1950 arbeitete sie als Rundfunkredakteurin, zuerst beim RIAS in West-Berlin und danach beim Berliner Rundfunk und dem Deutschlandsender (DDR). Von 1950 bis 1953 war sie Mitarbeiterin der Deutschen Akademie der Künste in Ost-Berlin. Ab 1953 studierte sie Germanistik an der Humboldt-Universität zu Berlin. Dieses Studium musste sie aus gesundheitlichen Gründen abbrechen; Auer war an Krebs erkrankt. Anschließend war Auer Redakteurin bei der Zeitschrift neue deutsche literatur. Seit 1960 lebte sie als freiberufliche Schriftstellerin in Ost-Berlin und war mit der Schriftstellerin Elfriede Brüning befreundet.
Auer wurde vor allem bekannt durch ihre Essays zu literarischen Themen. Daneben verfasste sie Erzählungen und war als Herausgeberin tätig. Ihre künstlerischen Möglichkeiten in der DDR sah sie kritisch.
Seit 1972 war sie Mitglied des PEN-Zentrums der Deutschen Demokratischen Republik.
Annemarie Auer war mit dem österreichischen Schriftsteller Eduard Zak (1906–1979) verheiratet.

## Auszeichnungen und Ehrungen
- 1968 F.-C.-Weiskopf-Preis
- 1973 Johannes-R.-Becher-Medaille
- 1976 Heinrich-Mann-Preis
- 1983 Ehrendoktorwürde der Martin-Luther-Universität Halle-Wittenberg
- 1983 Vaterländischer Verdienstorden in Gold

## Werke
- Standorte, Erkundungen, Halle/Saale, 1967.
- Die kritischen Wälder, Halle/Saale, 1974.
- Erleben, erfahren, schreiben, Halle/Saale, 1977.
- Morgendliche Erscheinung, Halle/Saale, 1987.

### Herausgeberschaft
- Bernhard Kellermann zum Gedenken, Berlin, 1952.
- Gerhart Hauptmann zu seinem 90. Geburtstag, Berlin, 1952.
- Landschaft der Dichter, Dresden, 1958.
- Deutsche Landschaftsdichtung, Leipzig, 1962.
- Ludwig Renn, Berlin, 1964.